# Live in Eindhoven
Live in Eindhoven è un album dal vivo del gruppo musicale statunitense Death, pubblicato il 30 ottobre 2001 dalla Nuclear Blast.

## Descrizione
Registrato durante l'esibizione dei Death del 31 maggio 1998 al Dynamo Open Air di Eindhoven, Paesi Bassi, l'album venne pubblicato, come il precedente Live in L.A. (Death & Raw), per raccogliere fondi per le cure del frontman Chuck Schuldiner, al quale venne diagnosticato un tumore al cervello. Si tratta dell'ultima pubblicazione ufficiale del gruppo prima della morte di Schuldiner, avvenuta nel dicembre 2001.

## Tracce
Testi e musiche di Chuck Schuldiner.
1. The Philosopher – 4:21
2. Trapped in a Corner – 4:40
3. Crystal Mountain – 5:01
4. Suicide Machine – 4:19
5. Together as One – 4:05
6. Zero Tolerance – 4:50
7. Lack of Comprehension – 3:46
8. Flesh and the Power It Holds – 8:41
9. Flattening of Emotions – 4:26
10. Spirit Crusher – 6:56
11. Pull the Plug – 5:21

## Formazione
- Chuck Schuldiner – voce, chitarra
- Shannon Hamm – chitarra
- Scott Clendenin – basso
- Richard Christy – batteria